# James Urbaniak
James Christian Urbaniak, né à Bayonne (New Jersey) le 17 septembre 1963, est un acteur américain.

## Biographie
Urbaniak vit à Los Angeles, en Californie.

## Filmographie partielle

### Au cinéma
- 1997 : Henry Fool
- 1999 : Accords et Désaccords, faux documentaire de Woody Allen
- 2000 : Dans les griffes de la mode
- 2001 : No Such Thing de Hal Hartley
- 2003 : American Splendor
- 2005 : The Girl from Monday
- 2006 : La Mort du président
- 2007 : Fay Grim
- 2012 : Sound of My Voice
- 2012 : Mr. Gracie : M. Gracie (en post-production)
- 2013 : ISteve
- 2014 : Ned Rifle
- 2014 : Happy Baby : M. Gracie (en post-production)
- 2015 : Advantageous : Fisher
- 2015 : Thrilling Adventure Hour Live : Doll Zero
- 2017 : Le Musée des merveilles (Wonderstruck) de Todd Haynes : Dr Kincaid
- 2019 : Bernadette a disparu (Where'd You Go, Bernadette) de Richard Linklater : Marcus Strang
- 2020 : Tesla de Michael Almereyda : Pr Anthony
- 2021 : Dans les angles morts (Things Heard & Seen) de Shari Springer Berman et Robert Pulcini :
- 2022 : The Fabelmans de Steven Spielberg : le principal
- 2023 : Oppenheimer de Christopher Nolan :  Kurt Gödel

### À la télévision
- 1999 : Sex and the City : Buster (épisode : "La Douleur Exquise !")
- 2003 : New York, section criminelle : Dr Stern (saison 2, épisode 22)
- 2003 : The Venture Bros. : Dr Jonas Venture
- 2004 : New York, unité spéciale : Wade Donato (saison 5, épisode 25)
- 2009-2013 : The Office : Rolf (série télévisée, 4 épisodes)
- 2010 : La Vérité sur Jack
- 2012 : Unforgettable : Walter Morgan (série télévisée, 3 épisodes)
- 2015 :  Agent Carter : Miles Van Ert (série télévisée, 2 épisodes)
- 2017 : Supergirl : le médecin Maaldorian (saison 2, épisode 9)[1],[2]
- 2018 : Esprits criminels : Owen Quin
- 2023 : La Reine du crime présente "invitation à un meurtre" : Gordon
- 2023 : Better Call Saul : Norm Wakely (saison 1, épisode 1)

### Au théâtre
- The Thrilling Adventure Hour